# М'ясо

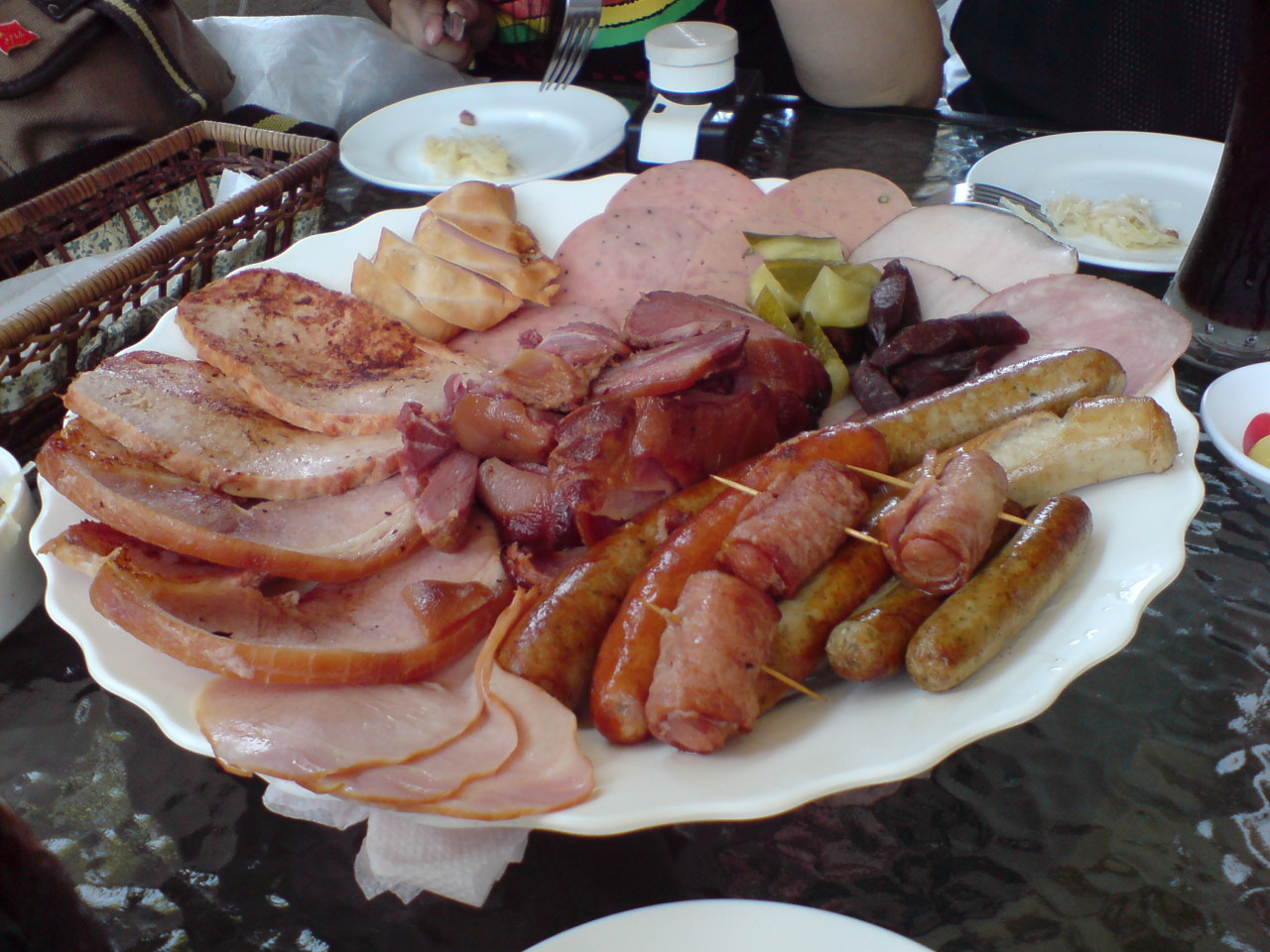
Різні види ковбас, страв із м'яса

М'я́со — м'язові тканини різноманітних тварин, що вживаються у їжу. Важливий продукт харчування, головне джерело тваринного білка та одне з головних джерел білка взагалі. М'ясо наземних ссавців містить усі необхідні для людини речовини. За походженням розрізняють м'ясо великих ссавців та птиці.

## Види і класифікація м'яса
Види м'яса:

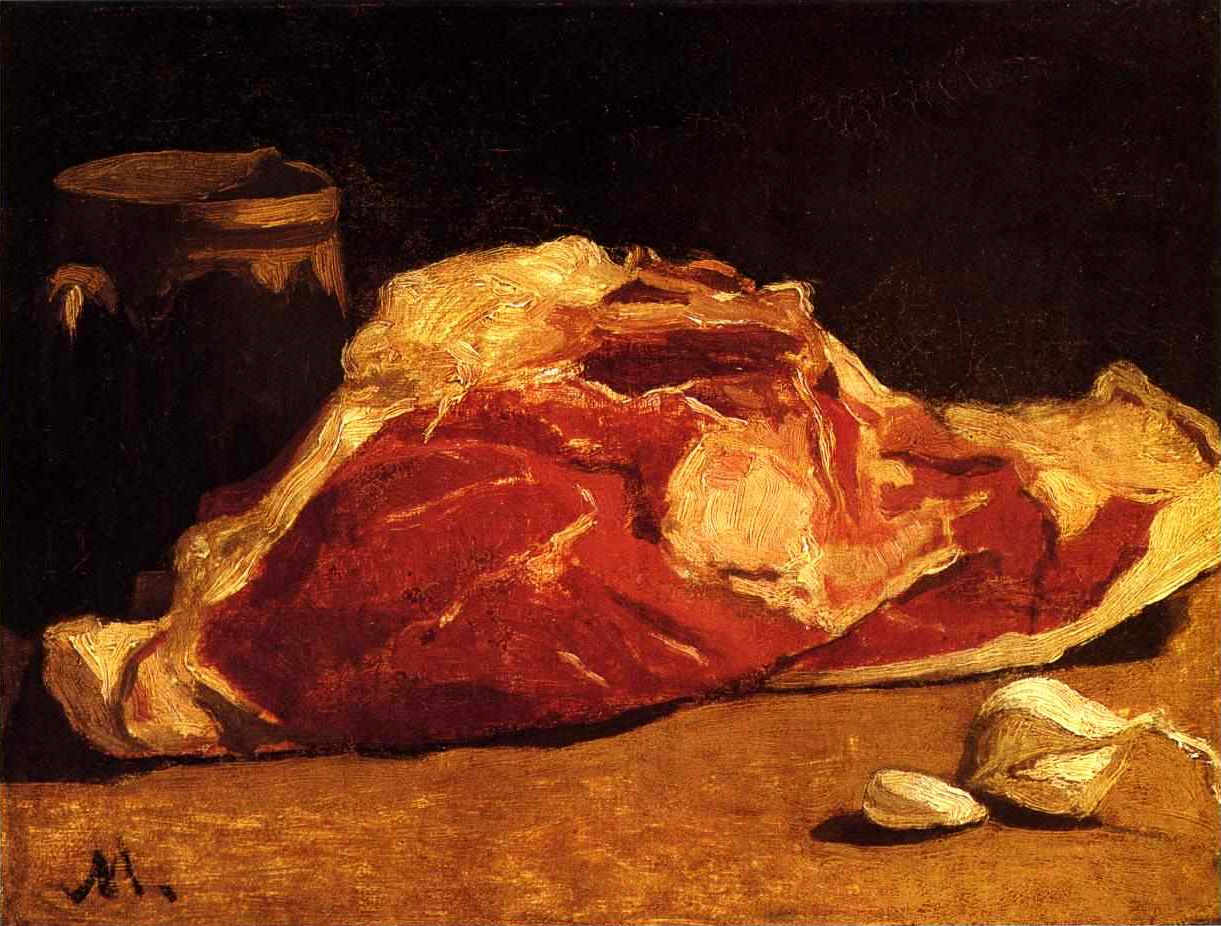
Натюрморт, Клод Моне (1864).

- Власне м'ясо — це м'ясо домашніх ссавців (великої та дрібної рогатої худоби, свиней, коней, верблюдів, кролів тощо).
- М'ясо птиці — це м'ясо домашніх птахів (курей, гусей, качок тощо).
- Дичина — м'ясо диких звірів чи птахів.

М'ясо великої рогатої худоби залежно від віку і статі тварин поділяють на яловичину дорослої худоби (волів, корів, биків) — від тварин віком від трьох і більше років, яловичину молодняка — від 3 місяців до 3 років, і телятину — від 14 днів до 3 місяців.
Конкретні види м'яса називаються:
- за видом тварин — яловичина, свинина, баранина тощо;
- за частиною туші — ошийок, нога, лопатка тощо.

У європейському культурному просторі часто вживаються такі види м'яса:
- Червоне м'ясо:
  - Яловичина і телятина
  - Свинина
  - Овече м'ясо та ягнятина
  - Козяче м'ясо (козина)
  - Конина
  - Кролятина
  - М'ясо нутрії
  - Дичина:
    - Оленина і м'ясо козулі
    - М'ясо вепра
    - Зайчатина
    - Ведмежатина
    - Лосятина
- Біле м'ясо:
  - Пташине м'ясо
    - Курятина
    - Індичатина
    - Гусятина
    - Качатина

  - М'ясо диких птахів:
    - М'ясо дикої качки
    - М'ясо фазана
    - М'ясо куріпки
    - Страусятина
    - Перепелятина
    - Голуб'ятина
- Інші сорти м'яса в європейському культурному просторі:
  - Жаб'ячі стегенця (Франція)
  - Слимаки (Франція, франкомовні країни)

У деяких культурах вживаються також такі види м'яса:
- М'ясо антилопи
- Білчатина
- Кенгурятина
- Верблюжатина
- Бушміт
- Собачатина — в Кореї та Китаї[2].
- Котятина
- М'ясо морських свинок
- Тюленяче м'ясо
- Китове м'ясо
- М'ясо крокодила
- М'ясо черепахи
- Зміїне м'ясо
- М'ясо легуана
- М'ясо пекарі
- М'ясо тапіра
- Ослятина

## Склад і властивості м'яса

### Споживчі якості м'яса
| Різновид                    | калорії | білки   | вугл. | жир   |
| --------------------------- | ------- | ------- | ----- | ----- |
| риба                        | 110-140 | 20-25 г | 0 г   | 1-5 г |
| М'ясо курки (тулуб)         | 160     | 28 г    | 0 г   | 7 г   |
| баранина                    | 250     | 30 г    | 0 г   | 14 г  |
| стейк (яловичина, клуб)     | 210     | 36 г    | 0 г   | 7 г   |
| стейк (яловичина, грудинка) | 450     | 25 г    | 0 г   | 35 г  |

М'ясо є джерелом незамінних амінокислот, заліза й вітамінів групи В (ніацин, холін, рибофлавін, вітамін B6, вітамін B12). Особливо важливим для людини є залізо. Його складно отримати в достатніх кількостях з рослинних продуктів. До того ж, із продуктів тваринного походження воно краще засвоюється. Іншими важливими хімічними складниками м'яса є цинк, селен, фосфор. М'язова тканина бідна вуглеводами і не має клітковини. Вміст жиру в м'ясі може бути дуже різним у залежності від виду та природи тварини, а також від того, як цю тварину відгодовують, від частини тіла й методу приготування. Дичина зазвичай має менше жиру, ніж домашні тварини. Загальна тенденція попередніх десятиліть до вирощування жирніших тварин у нас поступається попитом на пізніше м'ясо.

## Історія вживання м'яса
Проблема вживання м'яса у предків людини і стародавніх людей досліджується в палеоантропології.
Вищі примати харчуються в основному рослинною їжею, але частково вживають і тваринну їжу для отримання необхідних білків. Джерелом цих білків, як правило, служать комахи (наприклад, мурахи, яких мавпи вивуджують з мурашників довгими прутами) і пташині яйця. Серед мавп відзначаються і епізоди канібалізму.
Для видобутку м'яса як такого вже вищі примати використовують полювання. Не встановлено остаточно, що переважало в давніх людей на шляху отримання м'яса: полювання або некрофагія, але перше є ймовірнішим.
В часи античності м'ясо було однією з основних страв раціону. Описи бенкетів збереглися в античній літературі у Гомера, Платона (IV ст. до н. е.), Ксенофонта (IV ст. до н. е.), Плутарха (I ст. н. е.), Лукіана (II ст. н. е.), Афінея (III ст. н. е.), Апіція (III ст. н. е.). Стародавні автори згадують про різні види м'ясних продуктів. Так, на афінських бенкетах подавали м'ясо домашніх і диких тварин як делікатес — зайця, дроздів; з м'яса, крупи і спецій робили ковбаси; солоне і копчене м'ясо нагадувало шинку. У римлян улюбленими м'ясними стравами були свинина, баранина, яловичина, ослятина; м'ясо диких тварин, особливо кабана; сосиски з потрухів з прянощами і ковбаси; домашня птиця і дичина.
Вживання м'яса, відмова від вживання окремих його видів чи відмова від вживання м'яса взагалі з давніх часів були пов'язані з певними ритуальними практиками (див. піст та табу їжі) та міфологічно-релігійними уявленнями. Відмова від вживання м'яса була ознакою добропорядного, побожного способу життя в різних народів від Китаю до Європи. Сьогодні відмова від вживання м'яса (вегетаріанство) пов'язується зі здоровим способом життя та небайдужістю до умов утримування та забивання тварин (див. нижче розділ «Відмова від споживання м'яса»).

## Виробництво м'яса
| Найбільші споживачі (2003) |               |                                     |
| №                          | Країна        | Споживання на душу населення (в кг) |
| 1                          | США           | 123                                 |
| 2                          | Іспанія       | 121                                 |
| 3                          | Австралія     | 118                                 |
| 4                          | Австрія       | 112                                 |
| 5                          | Данія         | 111                                 |
| 6                          | Нова Зеландія | 109                                 |
| 7                          | Кіпр          | 108                                 |
| 8                          | Ірландія      | 102                                 |
| 9                          | Канада        | 98                                  |
| 10                         | Франція       | 98                                  |

Виробництво м'яса на душу населення дуже коливається від країни до країни. Так, при середньому світовому виробництві на душу населення 33,2 кг, на країни Європи припадає 83,5 кг, на Китай — 29,4 кг, на Данію — 326,9 кг, Бельгію — 144,2 кг.
В Україні на душу населення споживається близько 45 кг м'яса на рік З них близько 18 кг — свинина. При цьому експерти зазначають, що рівень споживання свинини з часом зростатиме
У структурі світового виробництва м'яса всіх видів свинина займає перше місце — 39,1 %, на другому місці м'ясо птиці — 29,3 %, далі йдуть яловичина — 25,0 %, баранина — 4,8 %, інші види м'яса — 1,8 %.
Ціни на ринку м'яса піддаються значним коливанням і залежать від якості, умов постачання та інших факторів.
- У світовій торгівлі яловичиною і телятиною чітко виділяються за регіонами основні країни експортери й імпортери цієї продукції. Так, лідерами експорту є Австралія і Нова Зеландія (понад 25 % обсягу світових поставок), а також Бразилія, Аргентина, Уругвай, країни ЄС і США. Основним імпортерами їхньої продукції є Японія, Республіка Корея, Іран, Єгипет.
- Світовий експорт свинини становить 5095,3 тис. т, з яких більша частина припадає на Європу — 74,1 %. Головним експортером є Данія — 951 тис. т (18,7 %), далі йдуть Нідерланди — 635 тис. т (12,5 %). Інші країни-експортери продають менше 500 тис. т кожна і мають частку в світовому експорті менше 10 %.
- Основні експортери баранини і ягнятини — Нова Зеландія і Австралія.
- За експортом птиці виділяються країни ЄС і США.

Особливе місце у світовій торгівлі м'ясом і м'ясопродуктами займають США. Відносно низькі світові ціни на ці товари привели до того, що ця країна віддає пріоритет імпорту перед власним виробництвом. Аграрна політика США все більш направлена на підтримку експорту зернових, у тому числі фуражного зерна, в результаті чого потенційні можливості США сконцентровані не на експорті тваринництва, а на експорті «сировини» для їхнього виробництва.
Для виробництва 1,2 кг м'яса необхідно близько 8 кг зерна.

## Відходи м'ясовиробництва
М'ясокомбінати із крові, кісток виготовляють м'ясо-кісткове борошно, яке використовується як додаток до комбікормів, преміксів. Із кишок виготовляють струни для музичних інструментів, хірургічні нитки. Із очних яблук виготовляються препарати для лікування хвороб очей людей і тварин.

## Кулінарна обробка м'яса в домашніх умовах
М'ясо добре поєднується з різними харчовими продуктами, тому з нього можна приготувати велику кількість різноманітних страв.
При виготовленні страв з м'яса застосовують всі види теплової обробки: варіння, брезирування, смаження, тушкування та запікання.

### Варіння і брезирування
Яловичину, телятину, баранину, кролятину та свинину для інших страв варять у ємностях з невеликою кількістю води (1 — 1,5 л на 1 кг м'яса). Підготовлені для варіння м'ясо, ріпчасту цибулю, петрушку, моркву та селеру (15 г овочів на 1 кг м'яса) закладають у гарячу воду і нагрівають до кипіння, після чого продовжують варіння при температурі 90–95° до готовності м'яса. В результаті такого способу варіння зменшується витяг з нього розчинних речовин. До кінця варіння кладуть сіль. Бульйон після варіння м'ясних продуктів використовують для приготування соусів або супів.
Тривалість варіння м'яса різна і залежить головним чином від виду тварин, їх віку і вгодованості. Час варіння м'яса різних видів також змінюється (від 40 хвилин до 3 годин) залежно від частини туші і величини шматків, взятих для варіння.
Для визначення готовності враховують час варіння м'яса, а також проколюють кухарською голкою найтовстішу частину шматка. Якщо голка входить з деяким зусиллям і на місці проколу з'являється сік червоного кольору, який згортається в киплячій воді, значить, м'ясо ще не зварилося.
Шматки звареного м'яса укладають в посуд в один ряд, підливають трохи бульйону, накривають кришкою і зберігають до подачі при температурі 60–65°. У телячих і баранячих грудинок відразу ж після варіння виймають реберця.

### Смаження великих шматків
Яловичина (вирізка, спинна і поперекова частини). М'ясо посипають сіллю, перцем, кладуть на деко з гарячим жиром (шар жиру 1–1,5 см) і обсмажують на сильному вогні до утворення скоринки. М'ясо укладають з інтервалами між шматками не менше 0,5 см, щоб не охолоджувати сильно жир. При тісному укладанні шматків м'яса значно знижується температура жиру, довго не утворюється корочка, рясно виділяється сік і м'ясо виходить не соковитим і жорстким.
Після обсмажування на плиті м'ясо досмажують в духовці. Під час смаження м'ясо через кожні 10–15 хвилин поливають соком і жиром.
Якщо є можливість на початку смаження нагріти духовку до 300–350°, то деко з м'ясом можна помістити в нього відразу, без попереднього обсмажування шматків м'яса на плиті. При цьому скоринка на м'ясі утворюється значно швидше і більш рівномірно, ніж при обсмажуванні на плиті.
Тривалість смаження залежить від величини шматків.

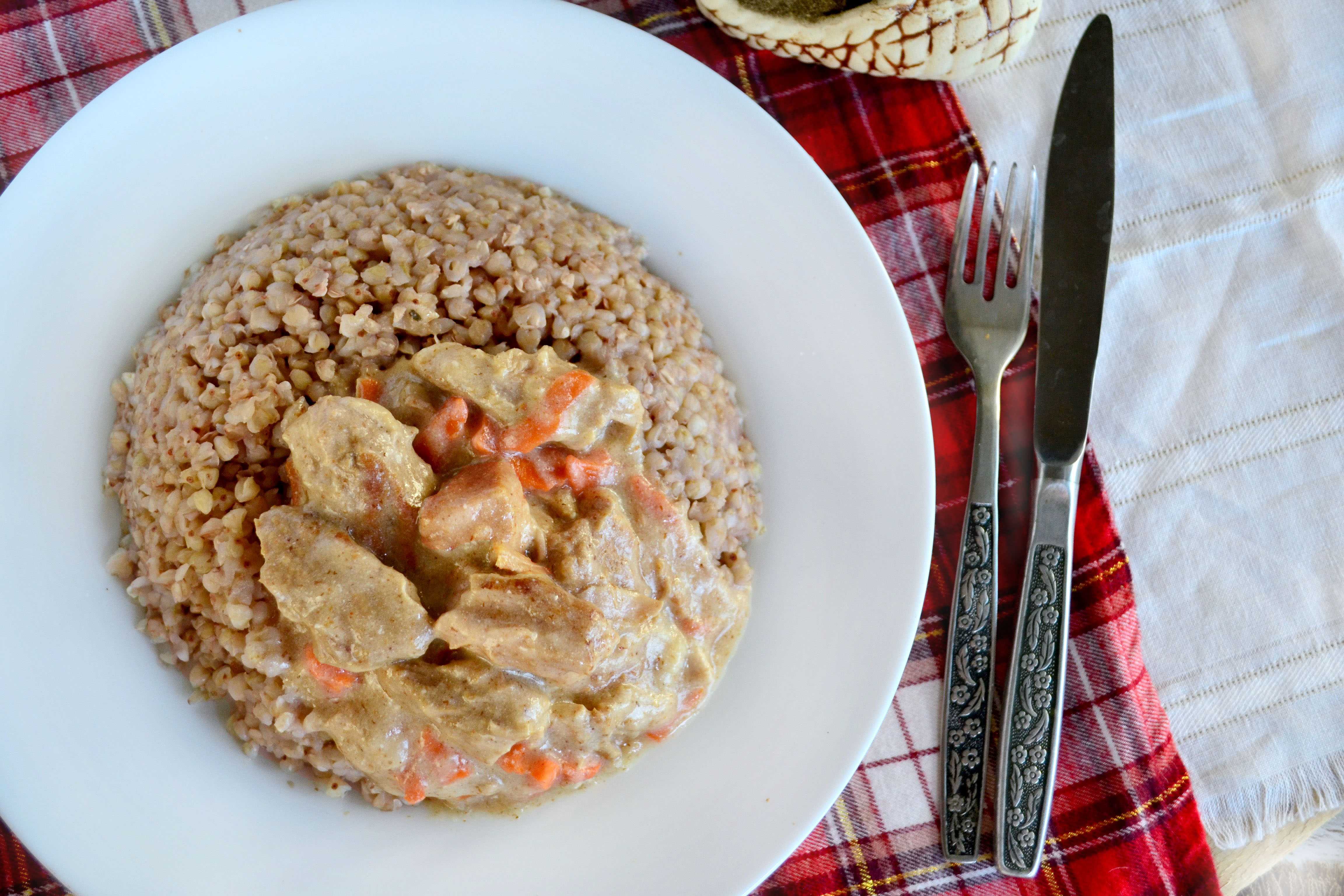
Гречяна каша з душениною зі свинини

Телятина, баранина, свинина. Для смаження великими шматками телятини, баранини, свинини використовують окости, лопатки, корейки, грудинки. Крім того, великим шматком смажать ниркову частину телятини, а також баранини.
Шматки баранини перед смаженням можна нашпигувати часником; часник можна стовкти з сіллю і перцем і натерти ним шматки баранини за 2-3 години до смаження м'яса.
Підготовлені для смаження шматки посипають сіллю і перцем, укладають з проміжками на листи зовнішньою стороною вгору. На кожен лист кладуть однорідні за вагою і формою шматки. Поверхню шматків поливають жиром (жирну свинину поливають водою). Шматки м'яса обсмажують у духовці до повного прожарювання. Під час смаження м'яса рідини на листі повинно бути небагато, так як надлишок її заважає утворенню скоринки на обсмажуваних шматках м'яса. Тому підливати воду або бульйон до м'яса під час смаження слід невеликими порціями. Під час смаження шматки м'яса поливають через кожні 10–15 хвилин жиром, в якому вони і смажаться.

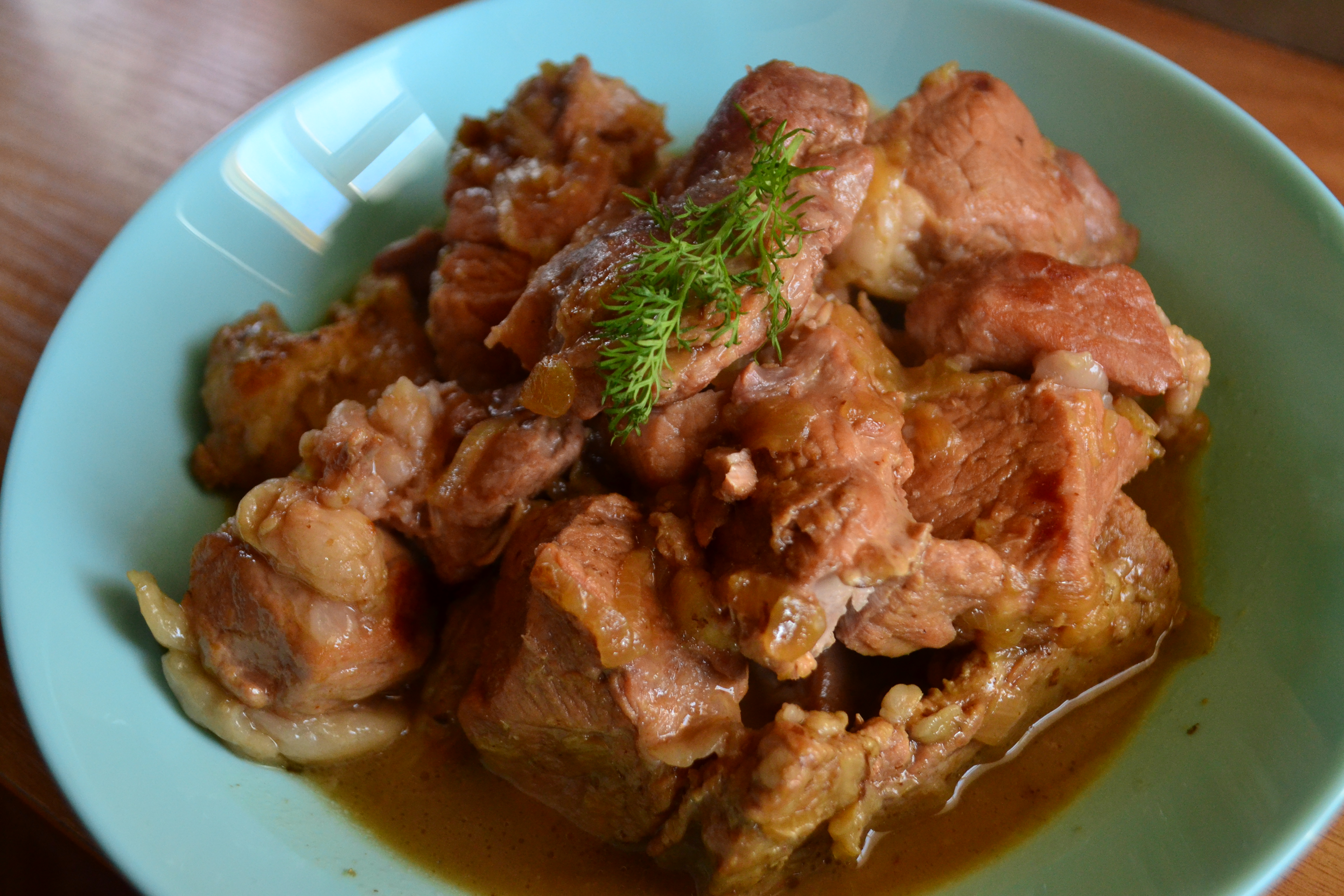
Верещака

При смаженні свинини з шкірою окіст попередньо ошпарюють, а шкіру надрізають так, щоб вийшли квадратики або ромбики.
Для визначення готовності шматки проколюють кухарською голкою. Якщо м'ясо готове, голка входить легко і рівно, а сік витікає прозорий.
У результаті регулювання температури при обжарюванні на шматках утворюється рівна піджарена кірочка. Якщо у жарильних шаф немає спеціального регулятора температури, то при надмірному її підвищення слід відкривати дверцята шафи, а обжарюваний продукт покривати вологим папером.

### Обсмажування порційних і дрібніших шматків

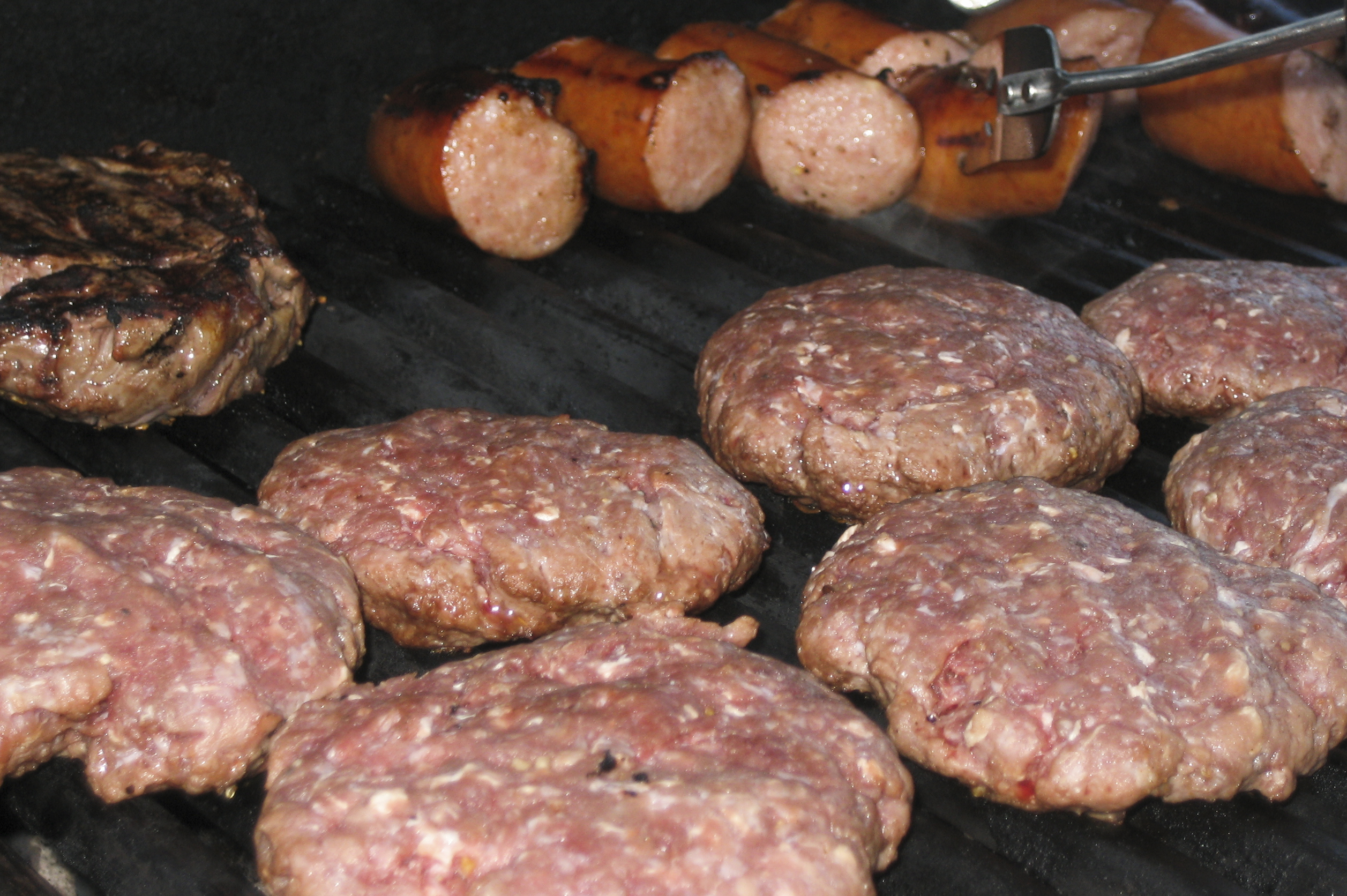
Різні види м'ясних продуктів на грилі

Порційні і дрібніші шматки найчастіше смажать з невеликою кількістю жиру і рідше — у великій кількості жиру (фритюр). Першим способом смажать натуральні і паніровані шматки сирого м'яса, а другим — лише паніровані. Значно рідше застосовують обсмажування на рожні або решітці.
Для смаження тонких порційних шматків м'яса — лангету, антрекота — вживають залізні або чавунні сковороди. Натуральні свинячі і телячі котлети, філе, біфштекси рекомендується смажити в дрібних ронделях, луджених деках з товстим дном або на чавунній сковороді. Порційні паніровані шматки смажать на залізних сковородах або листах. Безпосередньо перед смаженням м'ясо посипають сіллю і перцем.
Для смаження шматки укладають в посуд з жиром, попередньо розігрітим до температури 130–140°.
Після утворення скоринки з одного боку м'ясо перевертають. В процесі смаження температура не повинна знижуватися, тільки товсті шматки м'яса (філе і біфштекс) досмажують при нижчій температурі.
Порційні натуральні шматки смажать до повної готовності. Паніровані шматки, якщо вони за час утворення скоринки не присмажились, доводять до готовності в духовці.
Готовність м'яса визначають за відсутності кров'янистого соку при проколі голкою або за ступенем пружності шматків при натиску. Уміння визначати готовність м'яса по пружності набувається шляхом практичного досвіду.
Для смаження у фритюрі зварені або смажені продукти панірують в борошні, яйці та сухарях. Паніровані шматки закладають в жир, розігрітий до 160–170 °. Кількість жиру для смаження фрі повинно бути в співвідношенні до продукту 4:1. Після утворення скориночки вироби виймають і, якщо потрібно, дожарюють в духовці протягом 3–10 хвилин, залежно від товщини шматків.
Над вугіллям на решітці або без неї в шашличній печі обсмажують м'ясо в натуральному вигляді; тривалість смаження коливається від 8 до 20 хвилин.

### Тушкування великих шматків
М'ясо тушкують шматками вагою не більше 1,5 кг.
Перед тушкуванням м'ясо обсмажують до утворення скоринки і після цього брезирують (тушкують) з невеликою кількістю рідини в закритому посуді, додають прянощі і приправи, а іноді готовий соус. Для тушкування використовують головним чином бічну і зовнішню частини задньої ноги і частини лопатки.
Смак і аромат м'яса і соусу доповнюють приправи, ароматичні овочі та прянощі. Ароматичні овочі (цибуля, морква, селера та петрушку) кладуть з розрахунку 100 г овочів на 1 кг м'яса.
Приправи та прянощі до м'яса при тушкуванні додають в таких кількостях: чорний перець, лавровий лист — по 0,5 г, зелень петрушки — 5 г, кріп — 3 р. Цей набір може бути доповнений корицею, гвоздикою, мускатним горіхом, які кладуть по 0,5 г на 1 кг м'яса.
Щоб надати м'ясу гостроту, можна додати виноградне біле або червоне вино, квас, оцет, а також мариновані ягоди та плоди разом з соком (100–150 г на 1 кг м'яса). При введенні цих продуктів зменшують кількість томатного пюре.
Готове м'ясо зберігають у закритому посуді при температурі 50–60 ° і у міру потреби нарізають по 2-3 шматка на порцію. Якщо м'ясо передбачається подавати не раніше ніж через 3 години після виготовлення, його охолоджують і при відпустці нарізані шматки розігрівають в соусі.

### Тушкування порційних і дрібніших шматків
Для тушкування м'яса порційними і дрібними шматками використовують м'якоть задньої і передньої ніг і крайки яловичих туш, грудинку і лопатку баранини, телятини.
Порційні шматки злегка відбивають і потім надрізають у них сухожилля. На дрібні шматки м'ясо нарізають кубиками вагою по 25–40 г. При тушкуванні в посуд з м'ясом кладуть зазначені вище приправи, а також прянощі.
Посипані сіллю і перцем шматки м'яса обсмажують на деку або сковороді до утворення скоринки, а потім тушкують протягом 40–50 хвилин так само, як і великі шматки (див. вище).

### Запікання
М'ясні продукти перед запіканням брезирують або смажать до повної готовності. Запікають м'ясо в духовці при високій температурі (300–350 °). Продукти вважаються готовими, коли вони прогріваються до 80–85 °, а на їх поверхні утворюється скориночка. Готові страви не слід зберігати, так як їх зовнішній вигляд і смакові якості швидко погіршуються.

## Відмова від споживання м'яса
Деякі групи людей відмовляються від вживання м'яса взагалі, або лише деяких його видів, або тільки протягом деякого часу (наприклад, під час релігійного посту). Причини цього бувають часто етичного, релігійного, а також дієтологічного характеру. Прихильники вегетаріанства принципово виключають зі свого раціону м'ясо і рибу, саме з етичних причин, а також найчастіше відмовляються від тваринних продуктів взагалі, таких, як молоко та яйця. У деяких культурах виключають вживання м'яса в їжу, іноді використовуються його аналоги.
У деяких релігіях або повністю заборонено вживання м'яса, або м'яса конкретних тварин (наприклад, свинини або яловичини).
Наприклад, в юдаїзмі м'ясо деяких тварин визнається «кошерним» (тобто відповідним для вживання), а деяких — «не кошерним». У католицизмі до середини 60-х років XX століття заборонялося вживання м'яса у п'ятницю. Православні пости, що займають більшу частину часу року, включаючи кожну середу і п'ятницю (за винятком декількох тижнів), або повністю виключають вживання тваринних продуктів, або суттєво обмежують його.
У буддизмі заборонено вбивство тварин для поїдання, оскільки це негативно позначається на карму. Все ж, буддист може вживати м'ясо тварини, але тільки у випадку, якщо він упевнений, що тварину не було спеціально умертвлено для поїдання.
Іслам виключає вживання свинини. В індуїзмі корова вважається священною твариною, тому індуїстам, які загалом вживають м'ясо, заборонено вживання яловичини, яку в своєму раціоні вони заміщають буйволятиною.
Американська асоціація дієтологів і Дієтологи Канади стверджують, що вегетаріанські дієти, при правильному плануванні, є здоровими і повноцінними на будь-якій стадії людського життя, а також можуть сприяти лікуванню і запобіганню певних захворювань. При цьому в деяких випадках, якщо спостерігаються низькі рівні будь-яких речовин в організмі, вегетаріанцям рекомендується приймати харчові добавки, вітаміни або продукти, збагачені вітамінами і мінералами.